# Camille Schmoll
Pour les articles homonymes, voir Schmoll.
Camille Schmoll, née le 19 octobre 1977 est une géographe française spécialiste des questions de genre et de migrations. Elle est directrice d'études à l'EHESS.

## Biographie
Camille Schmoll naît le 19 octobre 1977. Elle effectue son mémoire de maîtrise sur la présence d'une immigration marocaine dans la commune de Poggiomarino sous la direction de Claude Liauzu. Elle soutient sa thèse de doctorat, en 2004 à l'université Paris X Nanterre, sous la direction de Colette Vallat, avec pour sujet : Une place marchande cosmopolite. Circulations commerciales et dynamiques migratoires à Naples. 
Camille Schmoll a été maîtresse de conférences à l'université Paris 7 Denis Diderot pendant treize ans avant de devenir directrice d'études à l'EHESS. En 2015, elle est nommée membre Junior de l'Institut universitaire de France. Elle a soutenu son Habilitation à Diriger des Recherches (HDR) en 2017 sous le thème de la spatialité de la migration féminine en Europe sud : une approche par le genre.

## Travaux
Ses recherches portent sur les dynamiques migratoires, qu'elles soient transnationales, féminines ou circulaires dans l'espace méditerranéen. Elle en étudie les implications spatiales et territoriales. Elle s'inscrit dans une démarche de géographie critique et féministe.

### Parcours migratoires des femmes
Camille Schmoll travaille notamment sur la spécificité des migrations des femmes. Ces recherches, menées dans des centres d'accueil et de rétention, sont publiées dans son ouvrage Les damnées de la mer en 2020. Elle démontre que les parcours migratoires des femmes sont marqués spécifiquement par les violences de genre. Celles-ci sont à l'origine de la migration qui peut être dû aux violences conjugales, aux mutilations génitales ou encore à la répression de l’orientation sexuelle. Les violences sexuelles sont aussi omniprésentes pendant leur parcours migratoire : toutes les femmes rencontrées par Camille Schmoll ont subi des viols, notamment par des douaniers, des gardes-frontières, des passeurs ou des milices. Leur mortalité est plus élevée.

## Expertise et responsabilités
Son expertise est sollicitée par les médias comme France Culture,,,,,,, France Inter, RFI, Arte, France 2, L'Humanité, Society, Libération ou Le 1.
Camille Schmoll a été directrice, avec Olivier Clochard, de la Revue Européenne des Migrations Internationales.
Avec Hélène Thiollet et Virginie Guiraudon, elle fonde le Groupe international d’experts sur les migrations (GIEM). Créé sur le modèle du GIEC, il se réunit pour la première fois en 2018,,.

## Hommages et récompenses

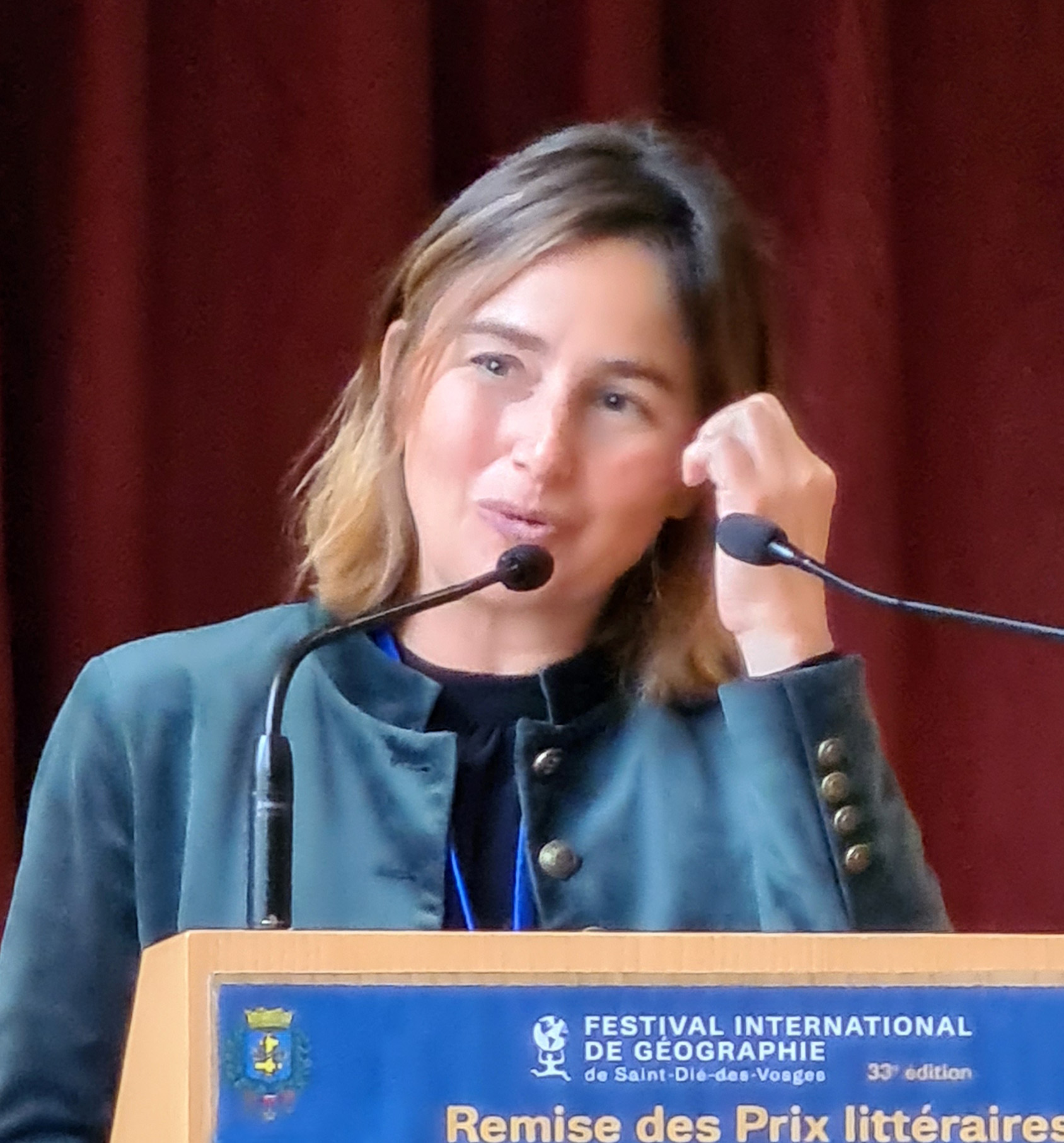
Récipiendaire du prix du livre de géographie des lycéens et étudiants (2022).

- Membre de l'Institut Universitaire de France en 2015[4] ;
- Prix du livre de géographie des lycéens et étudiants en 2022 pour Les damnées de la mer : femmes et frontières en Méditerranée[27].

## Publications
Camille Schmoll est l'autrice ou co-autrice d'une trentaine de publications, dont une dizaine d'ouvrages. Ils sont traduits en italien, anglais, espagnol et arabe.

### Ouvrage
- Catherine Lejeune, Delphine Pagès-El Karoui, Camille Schmoll et Hélène Thiollet, Migration, urbanity and cosmopolitanism in a globalized world, 2021 (ISBN 978-3-030-67367-3, 3-030-67367-7 et 978-3-030-67364-2, OCLC 1227086635, lire en ligne)
- Anouk Flamant, Aude-Claire Fourot, Aisling Healy et Camille Schmoll, L' accueil hors des grandes villes, 2020 (ISBN 979-10-90426-67-2, OCLC 1236200162, lire en ligne)
- Camille Schmoll, Les damnées de la mer : femmes et frontières en Méditerranée, 2020 (ISBN 978-2-348-04107-5 et 2-348-04107-3, OCLC 1221001750, lire en ligne),  traduit en anglais (2024), italien (2022), espagnol (2024)
- Camille Schmoll, Étienne Toureille et Morange Marianne, Les outils qualitatifs en géographie : méthodes et applications, Armand Colin, dl 2016 (ISBN 978-2-200-60116-4 et 2-200-60116-6, OCLC 957671919, lire en ligne)
- Eleonore Kofman, Martin Kohli et Camille Schmoll, Gender, Generations and the Family in International Migration., Amsterdam University Press, 2012 (ISBN 978-90-485-1361-1, 90-485-1361-8 et 978-90-8964-285-1, OCLC 811490858, lire en ligne)
- Marzio Barbagli et Camille Schmoll, La generazione dopo, Il mulino, 2011 (ISBN 978-88-15-15005-9 et 88-15-15005-6, OCLC 744283428, lire en ligne)
- Sophie Bouffier, Stéphane Mourlane, Patrick Pentsch et Iván. Armenteros Martínez, Atlas des migrations en Méditerranée : de l'Antiquité à nos jours, dl 2021 (ISBN 978-2-330-14501-9 et 2-330-14501-2, OCLC 1237644373, lire en ligne)
- Camille Schmoll, Hélène Thiollet et Catherine Wihtol de Wenden, Migrations en Méditerranée : permanences et mutations à l'heure des révolutions et des crises, CNRS, dl 2015, cop. 2015 (ISBN 978-2-271-08558-0 et 2-271-08558-6, OCLC 929951465, lire en ligne)
- Marie-Pierre Anglade, Leila Bouasria et Meriem Cheikh, Expériences du genre intimités, marginalités, travail et migration : Projet de recherche Mobilités sociales des femmes au Maroc conflits, négociations et nouveaux rapports sociaux, Karthala, impr. 2014, cop. 2013 (ISBN 978-2-8111-0935-6, 2-8111-0935-8 et 978-9954-1-6761-8, OCLC 874125790, lire en ligne)
- Nathalie Bernardie-Tahir et Camille Schmoll, Méditerranée des frontières à la dérive, dl 2018 (ISBN 978-2-36935-213-6 et 2-36935-213-2, OCLC 1062382729, lire en ligne)

### Rapport
- Romain Bertrand, Patrick Boucheron, Emmanuel Blanchard et Delphine Diaz, Faire musée d'une histoire commune : rapport de préfiguration de la nouvelle exposition permanente du Musée national de l'histoire de l'immigration, 2019 (ISBN 978-2-02-144123-9 et 2-02-144123-7, OCLC 1132231663, lire en ligne)